# روك بريغيد
«روك بريغيد» (بالإنجليزية: Rock Brigade)‏ هي أغنية من عام 1980 لفرقة الروك البريطانية ديف ليبارد من ألبومها الأول أون ثرو ذا نايت. كانت هذه الأغنية المنفردة من الألبوم (والرابعة إجمالاً)، وصدرت فقط في الولايات المتحدة. أغنية الوجه ب على هذه الأغنية هي «وين ذا وولز كيم تامبلينغ داون». ظهرت الأغنية في الألبومين التجميعيين بيست أوف ديف ليبارد وروك أوف إيجز: ذا ديفينيتف كوليكشن، وكذلك في ألبوم الفرقة المباشر من عام 2013، فيفا! هستيريا.
سميت مجلة موسيقى روك برازيلية، وكذلك علامتها التجارية الفرعية، إثر هذه الأغنية.

## قائمة الأغاني
1. «روك بريغيد»
2. «وين ذا وولز كيم تامبلينغ داون»